# Tidens narr
Tidens narr (engelska: Time must have a stop) är en roman från 1944 av den engelske författaren Aldous Huxley. Den handlar om en tonårig poet, Sebastian Barnack, som besöker sin excentriske farbror i Italien. Genom en intrig utlöst av Sebastians önskan om att få en dyr kostym ställs han inför de avgörande skillnaderna mellan olika livsåskådningar. Romanen är delvis inspirerad av den tibetanska dödsboken. Den speglar de idéer och den utveckling hos Huxley som kommer till uttryck i boken Den oförgängliga filosofin, utgiven 1945, som avhandlar strömningen philosophia perennis.
Tidens narr skapade förvirring i kritikerkåren när den först gavs ut. Orville Prescott skrev i Yale Review att "mycket av dess mystiska budskap är obegripligt". Den gavs ut på svenska 1945 i översättning av Nils Holmberg.